# دلداری
دلداری (انگلیسی: Pity) نوعی همدردی اندوه ناشی از رنج دیگران است و برای احساس قابل مقایسه برای دلسوزی تسلیت یا همدلی به کار می‌رود. خودخوری نوعی دلداری برای خود است.
دو نوع متفاوت از دلداری وجود دارد: دلداری خیرخواهی و همدردی. روان‌شناسان دلداری را در کودکی در حال رشد می‌دانند که خارج از توانایی نوزاد و غیرقابل تشخیص برای دیگران است. 
همچنین دلداری یک نام خانوادگی است که در سیستان و بلوچستان سراوان،سوران،جالق،کله گان،استفاده میشود.